# Interior Chinatown
Interior Chinatown (Misterio en Chinatown en Hispanoamérica) y (estilizado en pantalla como INT. CHINATOWN) es una serie de televisión estadounidense de acción y comedia creada por Charles Yu basada en su novela del mismo nombre. Dicha novela ganó el Premio Nacional del Libro el año de su publicación. La serie está protagonizada por Jimmy O. Yang en el papel de un actor de carácter de Chinatown que se convierte en el centro de atención tras presenciar un crimen. Producida por 20th Television, la serie se estrenó en Hulu el 19 de noviembre de 2024.

## Premisa
Willis Wu es un actor de carácter atrapado en papeles secundarios de un procedimiento policial en el que trabaja. Un día es testigo accidental de un crimen y, mientras investiga, empieza a descubrir secretos familiares y una clandestinidad criminal de Chinatown, al tiempo que aprende lo que se siente al estar en el punto de mira.

## Elenco y personajes

### Principales
- Jimmy O. Yang como Willis Wu, un camarero en el Golden Palace, un restaurante chino. Se siente atrapado y quiere conocer el mundo.
- Ronny Chieng como Fatty Choi, el mejor amigo de Willis y compañero de trabajo en el Golden Palace.
- Chloe Bennet como la detective Lana Lee, una detective que recluta a Willis para investigar la desaparición de su hermano.
- Sullivan Jones como Miles Turner, un detective que dirige la investigación de varias escenas del crimen en Port Harbor.
- Lisa Gilroy como Sarah Green, una detective que dirige la investigación de varias escenas del crimen en Port Harbor.
- Archie Kao como el tío Wong, el propietario del Golden Palace.
- Diana Lin como Lily Wu, la madre de Willis.

### Recurrente
- Tzi Ma[nota 1] como Joe Wu, el padre de Willis.
- Annie Chang como Audrey Chan, amiga de la infancia de Willis y aspirante a abogada.
- Chau Long como Carl, un empleado del Golden Palace.
- Allan McLeod como el sargento Felix, un sargento de la policía de Port Harbor.
- Marlon Young como el conserje, un conserje que trabaja en la policía de Port Harbor.
- Lauren Tom como Betty, la madre de Audrey y una agente inmobiliaria, que es una figura aspiracional para Lily.
- Michael Harney[3] como el oficial Walden, el jefe de policía del Departamento de Policía de Port Harbor.
- Chris Pang como Jonathan Wu, el difunto hermano de Willis que murió 12 años antes. Su muerte fue considerada misteriosa.
- Maury Sterling como Carrey, la detective original del policial Black & White.[4]
- Spencer Neville como McDonough, el detective original del policial Black & White.[4]

## Episodios
| N.º | Título               | Dirigido por    | Escrito por                 | Fecha de emisión original | Código de prod. |
| --- | -------------------- | --------------- | --------------------------- | ------------------------- | --------------- |
| 1 | «Generic Asian Man»  | Taika Waititi   | Charles Yu                  | 19 de noviembre de 2024   | 1KBR01          |
| Willis Wu es un camarero del Golden Palace, que se ve a sí mismo como un personaje de fondo en un programa de televisión llamado Black & White. Está resentido con su padre, que había entrenado a su hermano mayor desaparecido en kung fu, pero entrenó a Willis a propósito para que fracasara como forma de protegerle de la gente que le retaba a concursos. Tras presenciar el secuestro de una joven, de la que más tarde se entera de que fue asesinada, Wu se convence de que está destinado a algo más grande. Se enamora de Lana Lee, la detective asignada al caso que visita el restaurante; él le cuenta lo del secuestro. Lana lo recluta para ayudar a acabar con las bandas de Chinatown y tras indagar un poco, le revela que su hermano mayor, Jonathan, trabajaba con su unidad antes de desaparecer. Motivado por averiguar qué le ocurrió a su hermano, Willis acepta ayudar a Lana. Poco después, Willis ve con vida al secuestrado supuestamente asesinado. |                      |                 |                             |                           |                 |
| 2 | «Delivery Guy»       | Ben Sinclair    | Eva Anderson                | 19 de noviembre de 2024   | 1KBR02          |
| Willis empieza a escabullirse del trabajo, lo que obliga a su amigo y compañero Fatty Choi a hacerse cargo de sus tareas. Lana lleva a Willis a la comisaría, pero de algún modo es incapaz de entrar en el edificio. Cuando Lana intenta presentar a Willis a sus superiores, Turner y Green, éstos parecen incapaces de darse cuenta de su presencia. Esto permite a Willis escuchar una conversación muy personal sobre su opinión de Lana. Incluso después de ayudar a resolver un asesinato, una fuerza sobrenatural impide a Willis entrar en la comisaría. Un vecino de Willis fallece y Chinatown llora la pérdida. Lily, la madre de Willis, se entera de que éste ha desarticulado una red de contrabando de animales y ahora hay una vacante en el edificio del antiguo escondite. Lily, tras obtener una licencia de agente inmobiliario, decide comprar el espacio. Inspirado por un comentario de Fatty, Willis finge una entrega de comida y finalmente entra en la comisaría. |                      |                 |                             |                           |                 |
| 3 | «Tech Guy»           | Jaffar Mahmood  | Matt Okumura                | 19 de noviembre de 2024   | 1KBR03          |
| Lana le da a Willis una cinta de su hermano mayor en la que dice que cree que alguien lo vigila. Al necesitar más información, Willis empieza a fingir más entregas y acaba haciéndose amigo de los miembros de la comisaría. Audrey Chan, una chica que está enamorada de Willis, lo ayuda determinando la cantidad de comida que tiene que llevar. Fatty empieza a sentirse frustrado por el trato con los clientes, lo que provoca que la gente quiera ir a verlo. Lana intenta acercarse al siempre suspicaz Green, que más tarde aprueba una redada. Willis se entera de que los archivos de casos pasados están ahora en digital. Al darse cuenta de que nadie se fija en el «chico de la tecnología» a cargo, la comisaría ayuda a Willis a sustituir al chico de la tecnología. Asumir el papel del tipo permite a Willis dominar el uso de los ordenadores. Abre los archivos de su hermano y encuentra cientos de expedientes sobre él. |                      |                 |                             |                           |                 |
| 4 | «Kung Fu Guy»        | John Lee        | Tiffany So & Saba Saghafi   | 19 de noviembre de 2024   | 1KBR04          |
| Willis y Lana se sientan a ver los archivos, presentados como fragmentos de películas, y se enteran de que el hermano mayor era el «chico del kung fu» de los expolicías McDonough y Carrey. Lily es contratada por la agente inmobiliaria Betty Chan, que comenta cómo su esposo Joe siempre está reflexionando sobre su pasado. Fatty se entera de que se ha convertido en una sensación viral por su grosero servicio, algo que su jefe, el tío Wong, apoya totalmente, muy a su pesar. Mientras Lana está fuera, Willis empieza a indagar más en los archivos y se entera de que el hermano mayor era el líder de los Caras Pintadas, una banda criminal. Cuando Willis ve imágenes del hermano mayor matando a McDonough, borra todas las grabaciones. Le dice a Fatty que le diga al tío Wong que renuncia, dejándolo abatido. De repente, Willis se da cuenta de dónde hizo su llamada el hermano mayor y sigue un túnel oculto que le conduce a la oficina del Golden Palace. |                      |                 |                             |                           |                 |
| 5 | «Chinatown Expert»   | Alice Wu        | Naiem Bouier                | 19 de noviembre de 2024   | 1KBR05          |
| Willis y Lana sospechan que el tío Wong, propietario del Golden Palace, está implicado en la desaparición del hermano de Willis, y deciden robar las llaves de su oficina para investigar. Para conseguir que baje la guardia, Lana se hace pasar por la novia de Willis durante una cena familiar. Willis entra en la oficina y encuentra el busca de su hermano, que le habían dado Carrey y McDonough, escondido detrás de un cuadro. Willis huye, descubriendo que todas las tiendas están conectadas, pero es atrapado por el tío Wong, que lo lleva a un lugar. Mientras tanto, Turner empieza a tomar conciencia de su mundo y se cansa de la monotonía de resolver constantemente los casos de la misma manera, aunque Green intenta disuadirlo. Al desactivar una bomba de relojería en la comisaría, el desafecto de Turner lo lleva a dejar que explote, aunque la cuenta atrás de la bomba se detiene como si la hubiera desactivado con éxito. |                      |                 |                             |                           |                 |
| 6 | «Translator»         | Stephanie Laing | Keiko Green                 | 19 de noviembre de 2024   | 1KBR06          |
| El tío Wong revela que ayuda a las personas que han sido víctimas de la trata en cajas, aunque no sabe de dónde vienen. Lana resuelve un caso rápidamente para que Turner y Green puedan ir a rescatar a Willis, impresionando a Turner. Pronto, los detectives empiezan a darse cuenta de que algunos de sus casos sin resolver siguen sin resolverse, lo que reaviva la pasión de Turner. Wong se niega a hablar y Willis intenta conseguir su dinero para pagar la fianza, pero un abatido Fatty se lo impide. Willis se encuentra con el técnico original, que es feliz en su nueva vida en una tienda de tecnología y le ayuda con el localizador. Willis se hace pasar por traductor para conseguir que Wong se sincere sobre el hermano mayor. Audrey llega y hace que le paguen la fianza, y Willis se derrumba delante de Turner y Green, que por fin lo reconocen y acceden a ayudarlo. Lana le cuenta a Willis que estaba trabajando con el hermano mayor. |                      |                 |                             |                           |                 |
| 7 | «Detective»          | Pete Chatmon    | Lauren Otero                | 19 de noviembre de 2024   | 1KBR07          |
| Willis se empareja con Turner mientras que Lana lo hace con Green. Willis y Turner consiguen localizar una serie de pistas que les hacen toparse con Carrey, quien reitera que el hermano mayor de Willis era el líder de los Caras Pintadas. Green se da cuenta de que Lana salía con el hermano mayor, que finalmente es identificado como Jonathan, y los dos se dirigen a los muelles donde Lana y Jonathan solían ir siempre. Tras capturar a un delincuente, descubren que el barco había sido destruido y hundido. Willis y Turner finalmente se sinceran sobre sus respectivas vidas y Turner revela que no quería ser policía y que lo hizo para sentirse más cerca de su padre. Anuncia que deja el cuerpo y hace que Willis se incorpore como detective. Willis cree que es el lugar al que pertenece y acepta su nueva vida. |                      |                 |                             |                           |                 |
| 8 | «Ad Guy»             | John Lee        | Alex Russell                | 19 de noviembre de 2024   | 1KBR08          |
| Presentada como una serie de cortes publicitarios, han pasado tres meses y Willis se ha convertido en un famoso detective. Protagoniza una serie de anuncios en los que tiene un ayudante llamado Josh que parece interrumpirlo cada vez que está a punto de tener un momento significativo. Lana es puesta en excedencia para que sus antecedentes puedan ser comprobados mientras continúa su búsqueda de Jonathan. Se une a Carl para ir a los muelles. Lily se ha convertido en una exitosa agente inmobiliaria, pero Betty promueve una presentación aburguesada frente a algo cultural, lo que perjudica la relación con su hija Audrey. Willis filma un anuncio de la salsa picante de Fatty, aparentemente haciéndose rico, y los dos se enzarzan en una pelea sobre sus respectivas vidas. Al darse cuenta de que esa era la vida sobre la que Turner le advirtió y admitir que echa de menos a Jon, Willis finalmente arregla las cosas con Lily. |                      |                 |                             |                           |                 |
| 9 | «Bad Guy»            | Anu Valia       | Eva Anderson & Greg Cabrera | 19 de noviembre de 2024   | 1KBR09          |
| Willis y Green se convierten en socios y descubren que McDonough sigue vivo. Lana trabaja ahora en el Golden Palace para mantenerse cerca de Wong. Tras la supuesta muerte de un anciano de la comunidad, ella despierta en los muelles sin recuerdos. Lana se da cuenta de que los ciudadanos están siendo «reciclados». Willis comienza a desaparecer y la comisaría está convencida de que está detrás de las Caras Pintadas. El jefe ordena a Green que lo capture o será despedida. Green admite poco a poco que echa de menos a Turner, que ahora es un mangaka, y se pone en contacto con él, intentando pedirle que vuelva al cuerpo. Willis se enfrenta a McDonough, quien confirma que Jonathan fue incriminado. Willis se adentra en los túneles y se da cuenta de que su mundo es un programa de televisión controlado por una gran empresa. Entonces se topa con los Caras Pintadas que proceden a contarle lo que realmente está ocurriendo en Chinatown. |                      |                 |                             |                           |                 |
| 10 | «Willis. Willis Wu.» | Stephanie Laing | Charles Yu                  | 19 de noviembre de 2024   | 1KBR10          |
| Los Caras Pintadas eran amigos de Jonathan y revelan que sus vidas están siendo vigiladas. Willis huye cuando llega la policía y llama a Turner y Lana. Lana confirma que la empresa llamada Hulu está detrás de los extraños sucesos. Un evento en honor al trabajo de Lily se celebra en el Golden Palace y la pandilla corre hacia allí con Green también llegando. Lily abandona el equipo de Betty tras sufrir un dilema moral. Turner y Green hacen las paces y reanudan su asociación, mientras que Willis también hace las paces con Fatty, que inició una relación con Audrey. Mientras la policía se acerca, Willis y Lana corren hacia el tejado con las cámaras encima. Willis decide contar su historia, aceptando que no es más que un tipo normal. Lana, que se da cuenta de que Jonathan se comunicaba dentro de un juego de arcade, se empuja a sí misma y a Willis desde el tejado, donde ambos caen en un contenedor. Willis acaba en un purgatorio donde se reencuentra felizmente con Jonathan. Todos los acontecimientos se revelan como un guion que Willis está escribiendo. Le presentan a su nueva ayudante, Lana, mientras se revela que esta realidad también es un show. |                      |                 |                             |                           |                 |

## Producción

### Desarrollo
En 2020, se ordenó el desarrollo de una adaptación televisiva de Interior Chinatown. En octubre de 2022, Hulu ordenó la producción de diez episodios para la serie, cuando Jimmy O. Yang fue anunciado como protagonista y Taika Waititi dirigiría el episodio piloto. La serie está creada por Charles Yu, que también ejerce de showrunner.

### Selección de reparto
En octubre de 2022, Ronny Chieng y Chloe Bennet se unieron al elenco de la serie. En enero de 2023, Sullivan Jones, Lisa Gilroy, Diana Lin, Archie Kao y Tzi Ma se unieron al elenco recurrente de la serie. En febrero de 2023, Lauren Tom se unió al elenco recurrente de la serie. En abril de 2023, Chris Pang se unió al elenco recurrente de la serie.

## Rodaje
La fotografía principal comenzó en febrero de 2023, con rodajes en Chinatown (Los Ángeles), Nueva Zelanda y Toronto, y finalizó antes de agosto de 2023.
El entorno del Restaurante Golden Palace se inspira en la Calle Doyers real y en los túneles reales de la calle Doyers en el barrio chino de Manhattan.

### Música
La serie incluye varias canciones Cantopop, entre ellas «Hum Ga Ling» de Lazy Mutha Fucka, «Lullaby» de Sam Hui, «Take Me Home, Country Roads» de Ricky Hui y «The Bund» de Frances Yip.

## Lanzamiento
Interior Chinatown se estrenará en Hulu en los Estados Unidos el 19 de noviembre de 2024 con el estreno de los tres primeros episodios, después se estrenarán episodios semanalmente. La serie se estrenará internacionalmente en la sección Star en Disney+, siendo en América Latina también el 19 de noviembre de 2024.

## Recepción
En el sitio web del agregador de reseñas Rotten Tomatoes tiene un índice de aprobación del 87%, basándose en 31 reseñas con una calificación media de 6.6/10. El consenso crítico dice: «Adaptando su material de origen satírico con un efecto imperfecto pero emocionante, Interior Chinatown es un entretenimiento desenfadado con mucho que decir sobre los estereotipos asiático-americanos en los medios de comunicación». En Metacritic, tiene una puntuación media ponderada de 64 de 100, basada en 12 reseñas, indicando reseñas «generalmente favorables».